# Franz Sterle
Franz Sterle (* 1782 in Prem, Illyrisch Feistritz; † 5. Jänner 1857 in Bruck an der Mur) war ein österreichischer Kaufmann und kurzzeitiger Reichstagsabgeordneter.

## Leben
Franz Sterle wurde im Jahr 1782 als Sohn des Kaufmanns Anton Sterle in der zur Gemeinde Illyrisch Feistritz gehörenden Ortschaft Prem in Krain geboren. Er trat in die Fußstapfen seines Vaters und war wie dieser als Kaufmann tätig; zunächst in Klagenfurt am Wörthersee in Kärnten und noch vor 1825 in Bruck an der Mur. Am 9. Februar 1812 heiratete er in der Pfarrkirche Klagenfurt-St. Egid Elisabeth Zöckerth († 1852), mit der er vier Kinder (zwei Söhne, von denen einer jung verstarb, und zwei Töchter) hatte. Um 1838 scheint Sterle als Commandit der allgemeinen Versorgungsanstalt in Bruck/Mur auf. Vom 10. Juli 1848 bis zu seinem gesundheitsbedingten Ausscheiden mit 2. Jänner 1849 gehörte er kurzzeitig dem Reichstag als Abgeordneter an. Bei der 84. Sitzung des permanenten Reichstages vermeldete Sterle am 18. Oktober 1848, dass er durch die Zeitung erfahren habe, dass nach einem Reichstagsbeschluss jeder Abgeordnete die Waffen zu ergreifen hätte, er sich mit seinen 66 Jahren eines solchen beschwerlichen Dienstes jedoch nicht mehr unterziehen könne und seinen Sitz im Saal erst wieder einnehmen würde, wenn er offiziell erfahren sollte, dass er von genannter Dienstleistung befreit sei.
Am 5. Jänner 1857 starb Sterle im Alter von etwa 74 Jahren an Brustwassersucht in Bruck an der Mur und wurde zwei Tage später beerdigt. Im Sterbebuch von Bruck wird Sterle als bürgerlicher Handelsmann und Grundbesitzer geführt.